# ホーム (ディクシー・チックスのアルバム)
『ホーム』（Home）は、アメリカ合衆国の女性カントリー・グループ、ディクシー・チックスが2002年に発表した6作目のスタジオ・アルバム。メジャー・デビュー後としては3作目に当たる。

## 背景
メンバー3人及び、ナタリー・メインズの父であるロイド・メインズが共同でプロデュースした。パティ・グリフィンが本作のために2曲を書き下ろし、また、ティム・オブライエン&ダレル・スコットのアルバム『Real Time』（2000年）から「ロング・タイム・ゴーン」と「モア・ラヴ」の2曲がカヴァーされた。「ランドスライド」は、フリートウッド・マックがアルバム『ファンタスティック・マック』（1975年）で発表した曲のカヴァー。
「アイ・ビリーヴ・イン・ラヴ」は、2001年9月21日に行われたチャリティ・イヴェント「トリビュート・トゥ・ヒーローズ」で歌唱されており、同イヴェントのライヴ・アルバム『アメリカ：ア・トリビュート・トゥ・ヒーローズ』にも収録された。
アメリカではDVDが付属したヴァージョンもリリースされた。

## 反響・評価
アメリカのBillboard 200では前作『フライ』（1999年）に続く1位を獲得し、『ビルボード』のカントリー・アルバム・チャートでは自身3度目の1位獲得を果たした。2003年3月には売り上げが6×プラチナに達している。グラミー賞では本作が最優秀カントリー・アルバム賞を受賞し、「ロング・タイム・ゴーン」が最優秀カントリー・パフォーマンス賞を、「リル・ジャック・スレイド」が最優秀カントリー・インストゥルメンタル・パフォーマンスを受賞した。
オーストラリアのARIAチャートでは、2002年当時は最高11位止まりだったが2003年に再度ヒットして、5月には2週連続で4位を記録し、2003年の年間アルバム・チャートでは23位となった。
本作は、『エンターテインメント・ウィークリー』誌が2008年に選出した「25 Essential Country Albums」の一つに選ばれた。

## 収録曲
1. ロング・タイム・ゴーン - "Long Time Gone" (Darrell Scott) - 4:07
2. ランドスライド - "Landslide" (Stevie Nicks) - 3:49
3. トラベリン・ソルジャー - "Travelin' Soldier" (Bruce Robison) - 5:43
4. トゥルース・No.2 - "Truth No. 2" (Patty Griffin) - 4:28
5. ホワイト・トラッシュ・ウェディング - "White Trash Wedding" (Martie Maguire, Natalie Maines, Emily Robison) - 2:19
6. ア・ホーム - "A Home" (Maia Sharp, Randy Sharp) - 4:56
7. モア・ラヴ - "More Love" (Gary Nicholson, Tim O'Brien) - 5:07
8. アイ・ビリーヴ・イン・ラヴ - "I Believe in Love" (M. Maguire, N. Maines, Marty Stuart) - 4:14
9. トーチャード・タングルド・ハーツ - "Tortured, Tangled Hearts" (M. Maguire, N. Maines, M. Stuart) - 3:39
10. リル・ジャック・スレイド - "Lil' Jack Slade" (Terri Hendrix, M. Maguire, Lloyd Maines, E. Robison) - 2:23
11. ゴッドスピード - "Godspeed (Sweet Dreams)" (Radney Foster) - 4:42
12. トップ・オブ・ザ・ワールド - "Top of the World" (P. Griffin) - 6:02

### アメリカ盤ボーナスDVD
1. "Landslide (Video)"
2. "Long Time Gone (Video)"
3. "Goodbye Earl (Video)"
4. "Wide Open Spaces (Video)"

## 参加ミュージシャン
- ナタリー・メインズ - ボーカル
- マーティ・マグワイア - フィドル、マンドリン、ヴィオラ、ボーカル
- エミリー・ロビソン - バンジョー、ドブロギター、アコーディオン、ボーカル

アディショナル・ミュージシャン
- ロイド・メインズ - スライドギター、アコースティック・ギター
- ブライアン・サットン - ギター、バリトン・ギター
- アダム・ステッフェイ - マンドリン
- クリス・サイル - マンドリン(#6, #10)
- グレン・フクナガ - ベース(#1, #5, #6, #7, #10, #11)
- バイロン・ハウス - ベース(#2, #3, #4, #8, #9, #12)
- ポール・ピアシー - パーカッション(#1, #3, #4, #10)
- ジョン・モック - パーカッション(#1, #7)、イリアン・パイプス(#7)、ティン・ホイッスル(#7)、バウロン(#7)、ストリングス・アレンジ(#12)
- サラ・ネルソン - チェロ(#12)
- ララ・ヒックス - ヴィオラ(#12)
- Leigh Mahoney - ヴァイオリン(#12)
- Stephanie Asdeti - ヴァイオリン(#12)
- エミルー・ハリス - アディショナル・ボーカル(#11)